# Petrakiopsis elegans
Petrakiopsis elegans är en svampart som beskrevs av Subram. & K.R.C. Reddy 1968. Petrakiopsis elegans ingår i släktet Petrakiopsis, divisionen sporsäcksvampar och riket svampar.   Inga underarter finns listade i Catalogue of Life.